# Hirpida gaujoni
Hirpida gaujoni är en fjärilsart som beskrevs av Paul Dognin 1894. Hirpida gaujoni ingår i släktet Hirpida och familjen påfågelsspinnare. Inga underarter finns listade i Catalogue of Life.